# Salmanassar V.
Salmanassar V. (akkadsky: Šulmanu-ašarid – dosl. [Bůh] Šulmanu – vládce/velitel) panoval v Asýrii a Babylonii v období od 727 do 722 př. n. l. Nejdříve, za vlády jeho otce Tiglatpilesara III. je zmiňován jako guvernér Zimirry ve Fénicii.
Když Tiglatpilesar III. zemřel, na asyrský trůn „25. dne Tebetu“ zasedl jeho syn Ululaju, který přijal trůnní jméno Salmanassar V. Za jeho vlády vypuklo povstání v Samaří v oblasti dnešního Izraele. V průběhu obléhání vzbouřeného města Salmanassar umírá (722 př. n. l.) a vlády se ujímá Sargon II.
V Bibli je Salmanassaru V. a jeho otci připisována deportace izraelských „Deseti ztracených kmenů“. V 17. a 18. kapitole 2. knihy královské je Salmanassar V. popisován jako dobyvatel Samaří a ten, který poslal obyvatele města do vyhnanství. V Knize Tóbijášově, v první kapitole, Tóbit nalezne podporu u Salmanassarova soudu, ale později ztrácí pozici za vladaře Sinacheriba.